# Parahyllisia annamensis
Parahyllisia annamensis là một loài bọ cánh cứng trong họ Cerambycidae.